# Çingiz Mustafayev (cantante)
Çingiz Mustafayev, conosciuto come Chingiz (Mosca, 11 marzo 1991), è un cantante azero.
Ha rappresentato l'Azerbaigian all'Eurovision Song Contest 2019 con il brano Truth, classificandosi 8º su 26 partecipanti nella finale.

## Biografia
Nato nella capitale russa, si è trasferito a Qazax, in Azerbaigian, all'età di sei anni, e successivamente nella capitale Baku quando aveva 13 anni. Si è avvicinato alla musica sin dall'infanzia, imparando a suonare la chitarra e componendo le sue stesse canzoni.
Nel 2007 ha preso parte alla versione azera di Pop Idol, finendo per vincere l'intera edizione. Nel 2013 ha rappresentato l'Azerbaigian al festival musicale New Wave a Jūrmala, in Lettonia. Nel 2016 ha partecipato alla sesta edizione del talent show The Voice of Ukraine.
L'8 marzo 2019 è stato confermato che l'ente televisivo İctimai TV l'ha selezionato internamente come rappresentante azero per l'Eurovision Song Contest 2019 a Tel Aviv, in Israele. Il suo pezzo, Truth, è stato scelto fra oltre 350 proposte. Dopo essersi qualificato dalla seconda semifinale del 16 maggio, si è esibito per ventesimo nella finale del 18 maggio successivo. Qui si è classificato 8º su 26 partecipanti con 302 punti totalizzati, di cui 100 dal televoto e 202 dalle giurie. È risultato il preferito sia dal pubblico che dalla giuria in Russia.

## Discografia

### Singoli
- 2018 - Qürbət
- 2018 - Get
- 2019 - Tənha gəzən
- 2019 - Truth
- 2020 - Vetenim kimiyem